# Canyon Chief
Canyon Chief – офшорна газопровідна система у Мексиканській затоці на південний схід та схід від дельти Міссісіппі. 
Головну гілку системи проклали у 2002 році в межах проекту розробки нафтогазового родовища Devils Tower. Ця ділянка довжиною 98,5 миль починається від платформи Devils Tower та прямує спочатку прямо на північ, а на траверзі найбільш виступаючої в затоку частини дельти Міссісіппі довертає на північний схід. Завершальним пунктом є платформа MP-261A (Canyon Station), від якої продукція потрапляє на береговий газопереробний завод у Мобіл-Бей (штат Алабама). Спорудження газоопроводу діаметром 450 мм, який починався в районі з глибиною води 1750 метрів, провело трубоукладальне судно Deep Blue.
В подальшому до системи під’єднали перемички від платформи родовища Blind Faith (довжина траси 37 миль), а також платформи Gulfstar One (створена передусім для обслуговування родовища Tubular Bells).